# Брукс (Кентаки)
Брукс (енгл. Brooks) насељено је место без административног статуса у америчкој савезној држави Кентаки.

## Демографија
По попису из 2010. године број становника је 2.401, што је 277 (-10,3%) становника мање него 2000. године.
| Група             | 2000.         | 2010.         |
| Белци             | 2.587 (96,6%) | 2.246 (93,5%) |
| Афроамериканци    | 19 (0,7%)     | 24 (1,0%)     |
| Азијати           | 6 (0,2%)      | 15 (0,6%)     |
| Хиспаноамериканци | 24 (0,9%)     | 84 (3,5%)     |
| Укупно            | 2.678         | 2.401         |